# Gongnong, Guangdong
Gongnong (kinesiska: 工农) är ett stadsdelsdistrikt i sydöstra Kina. Det ligger i stadsdistriktet Xiashan i staden Zhanjiang i provinsen Guangdong, omkring 370 kilometer sydväst om provinshuvudstaden Guangzhou. Antalet invånare är 44 102. Befolkningen består av 21 800 kvinnor och 22 302 män. Barn under 15 år utgör 15,0 %, vuxna 15-64 år 74 %, och äldre över 65 år 10,0 %.